# Crypsirina cucullata

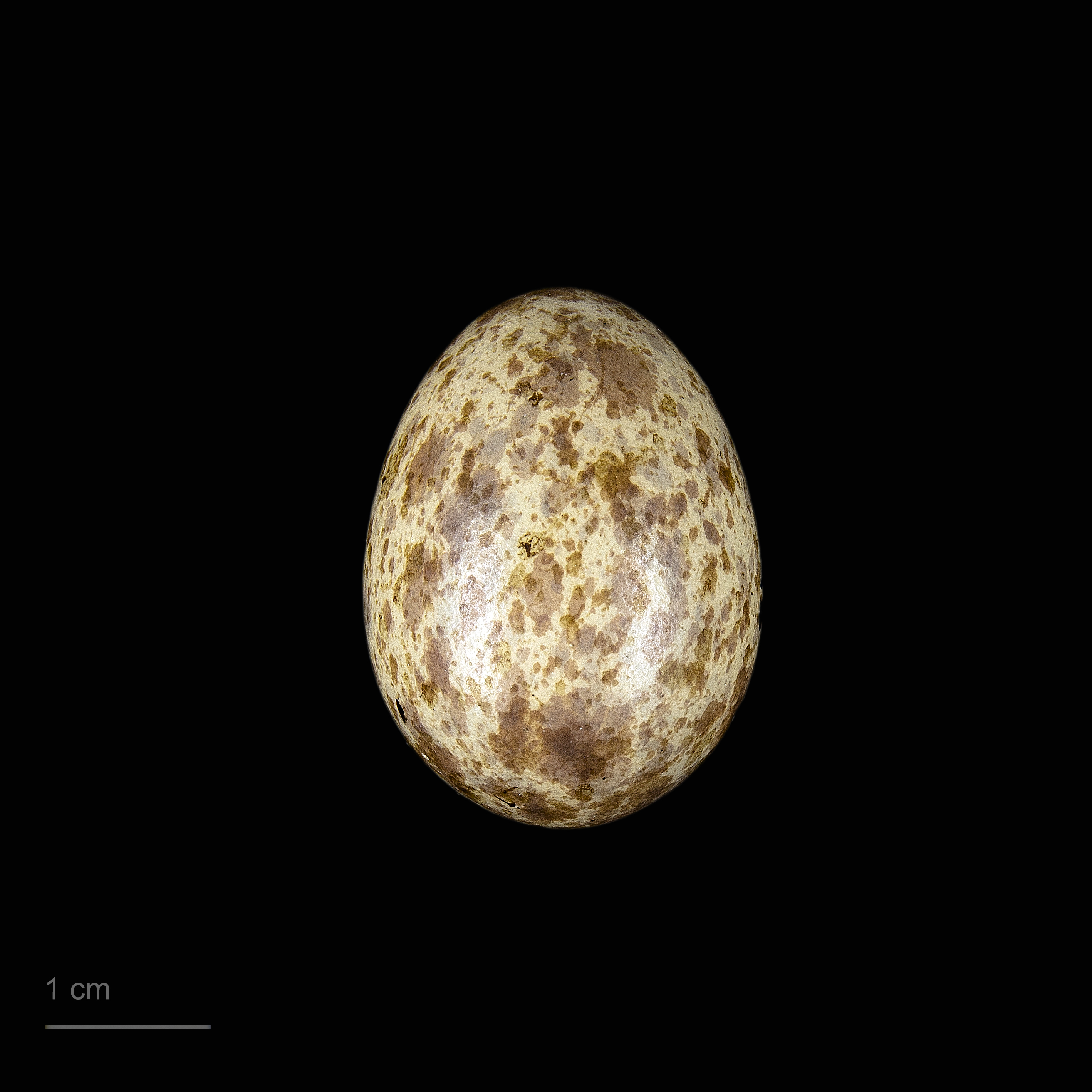
Crypsirina cucullata - (MHNT)

La urraca encapuchada (Crypsirina cucullata) es una especie de ave paseriforme de la familia Corvidae endémica de Birmania. Su cabeza, cola y plumas de vuelo son negras, el resto de su cuerpo es gris. Se encuentra amenazada por pérdida de hábitat.

## Distribución y hábitat
Es endémica de Burma. Sus hábitats naturales son los bosques bajos húmedos subtropicales o tropicales y las zonas arbustivas secas subtropicales o tropicales.